# Hồ Uvs
Uvs Nuur (tiếng Mông Cổ: Увс нуур, đã Latinh hoá: Uws núr; tiếng Nga: озеро Убсу-Нур, đã Latinh hoá: ozero Ubsu-Nur, Hồ Ubsu-Nur) là hồ muối cao nằm trong Lưu vực Hồ Uvs với phần lớn diện tích nằm trên lãnh thổ Mông Cổ và một phần nhỏ thuộc Nga. Đây là hồ lớn nhất Mông Cổ xét về diện tích bề mặt khi nó có diện tích 3.350 km² ở độ cao 759 mét so với mực nước biển. Mũi phía đông bắc của hồ nằm ở Cộng hòa Tuva của Liên bang Nga. Khu dân cư lớn nhất vên bờ hồ là Ulaangom. Hồ nước mặn và nông này là phần còn sót lại của một biển nước mặn lớn đã từng che phủ một diện tích lớn hơn vài nghìn năm về trước.

## Mô tả
Hồ Uvs Nuur là trung tâm của lòng chảo Uvs Nuur, với diện tích của lòng chảo này là khoảng 700.000 km² và là một trong những cảnh quan thảo nguyên tự nhiên được bảo tồn khá tốt của đại lục Á-Âu. Ngoài hồ Uvs Nuur, vùng lòng chảo này còn có một số hồ nhỏ khác, đáng chú ý là hồ Ureg Nuur, nằm ở cao độ 1.450 m trên mực nước biển.Do các hồ này nằm về phía bắc của các biển nội địa khác của khu vực Trung Á, nên chúng là các môi trường quan trọng cho các loài thủy cầm di cư.
Do lòng chảo này nằm trong ranh giới địa khí hậu giữa Siberi và Trung Á, nên nhiệt độ của nó dao động trong khoảng từ -58 °C về mùa đông tới 47 °C về mùa hè. Mặc dù khí hậu khắc nghiệt như vậy, nhưng trong khu vực của hồ này lại có một tiểu khí hậu thích hợp cho nhiều loài động và thực vật. Đây là quê hương của khoảng 173 loài chim và 41 loài động vật có vú, bao gồm các loài có mức độ đe dọa tuyệt chủng cao toàn cầu như báo tuyết, cừu aga hay dê rừng châu Á.
Năm 2003, UNESCO đã công nhận lưu vực hồ Uvs là di sản thế giới. Di sản xuyên quốc gia này là một trong những khu vực lớn nhất được công nhận là di sản thế giới cho tới năm 2006.